# Sopečné pohoří

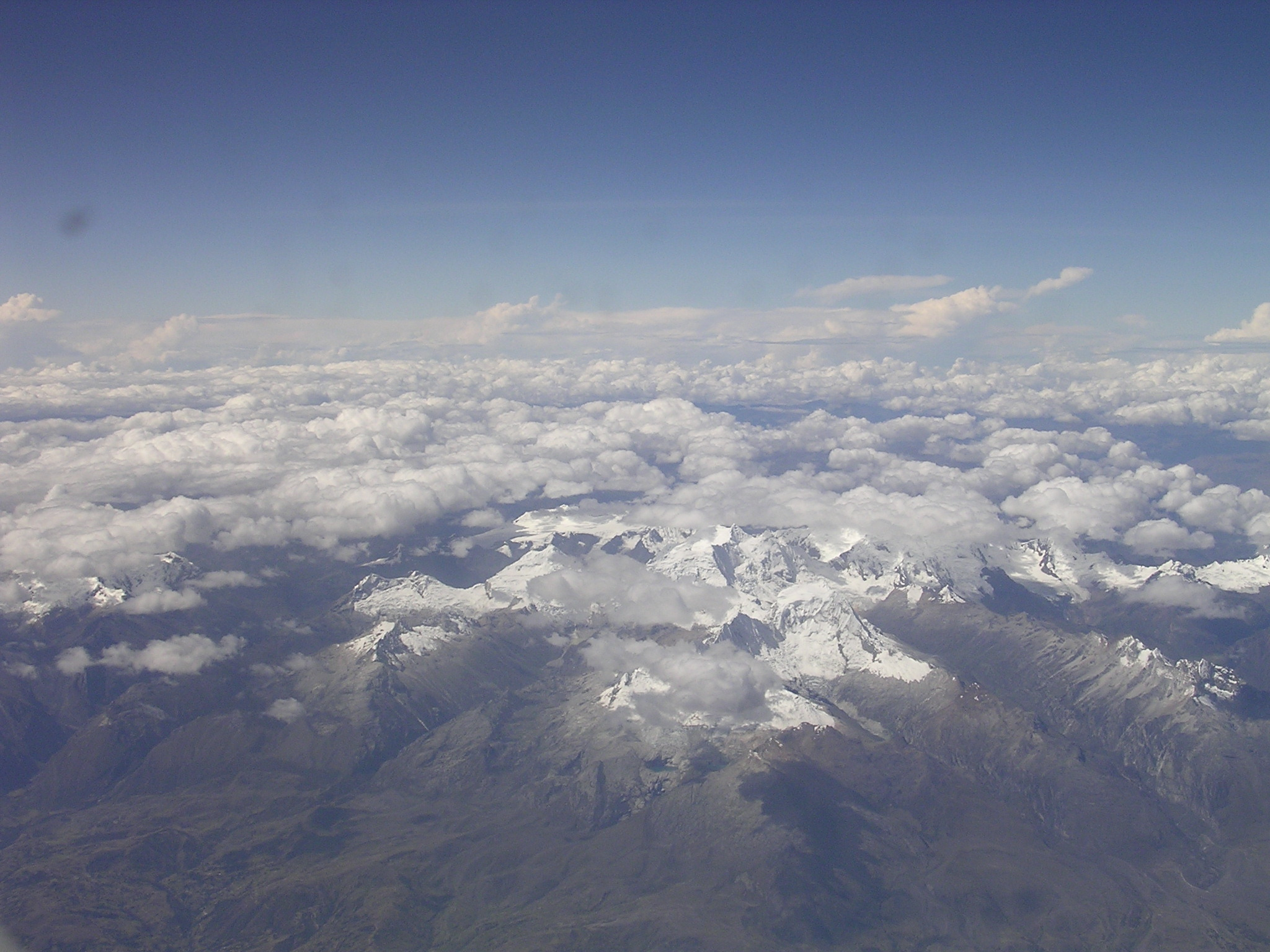
Peruánské Andy, mladé sopečné pohoří

Sopečné pohoří je druh pohoří, které je tvořené tělesy vzniklými sopečnou činností na zemském povrchu (sopečné kužele, lávové tvary apod.), ale i pod ním (např. lakolity jako je Milešovka nebo výplně sopouchů jako jsou hory Říp nebo Bořeň) a byly vypreparovány erozí. Sopečný reliéf se vyskytuje hlavně v soustavách mladých pohoří, soustředěných především okolo základny Tichého oceánu, kde leží téměř 80 % činných sopek světa (známe je i pod názvem Ohnivý kruh).

## Slovensko
Pohoří sopečného původu na Slovensku jsou Kremnické a Štiavnické vrchy, Vtáčnik, Javorie, Poľana, Vihorlatské vrchy, Slanské vrchy. Nejsou již typická, protože jejich prvotní sopečné tvary setřela eroze a denudace.

## České země
Mezi největší a nejznámější sopečná pohoří v Česku patří České středohoří a Doupovské hory tvořené vulkanity z období třetihor, Javoří a Vraní hory jsou pozůstatky prvohorního (permského) vulkanismu.
Ani česká pohoří nejsou již zcela typická, neboť i zde sopečné tvary setřely přírodní procesy eroze a denudace.